# 王槩 (正統進士)
王槩（1418年—1474年），字同節，號恕斋，江西吉安府廬陵縣人，民籍。明朝政治人物。進士出身。

## 生平
江西鄉試第二十二名。正統七年（1442年）壬戌科會試第七十八名，殿試登進士第二甲第二十九名。九年三月授刑部山西司主事，十三年进员外郎，尋署郎中事。景泰二年擢升湖广右参政，三年九月调任河南，六年七月升河南按察使，天顺五年因事免职。六年十二月起复为都察院右副都御史、巡抚陕西。憲宗時任大理寺卿，成化九年七月官至刑部尚書，為官廉正。成化十年去世，諡恭毅。有王恭毅馭稿。

## 家族
曾祖父王維嶽。祖父王子善。父亲王仲起。